# Erich Pohl (Fotograf)
 Alfred Erich Pohl  (* 29. August 1904 in Dresden; † 10. September 1968 ebenda) war gemeinsam mit Erich Höhne einer der bedeutendsten Fotojournalisten der DDR-Zeitgeschichte für Dresden und den Raum Sachsen.

## Leben
Er war der Sohn des Kutschers Anton Josef Pohl, lebte ab 1934 in seiner Geburtsstadt Dresden und arbeitete bis 1942 in der Redaktion der Tageszeitung Dresdner Anzeiger. Seine Berufsbezeichnung Bildberichterstatter erschien erstmals im Dresdner Adressbuch von 1943/44. Bereits 1930 traf er auf Richard Peter und Erich Höhne, seinen späteren Partner. Mit diesem verbanden ihn nicht nur gemeinsame fotografische Interessen, sondern auch politische Anschauungen und gesellschaftliche Aktivitäten.
Als Dokumentarist der ersten Stunde begann er mit Höhne im Juni 1945 seine Bildreporter-Tätigkeit. Im Auftrag Dresdner Tageszeitungen, der Landesverwaltung Sachsen und überregional von Zentralbild Berlin (Zentrale Bildstelle GmbH) entstand eine umfangreiche Bilddokumentation, die den Wiederaufbau Dresdens nach der Zerstörung im Zweiten Weltkrieg in immer neuen Serien belegte oder jährlich stattfindende politische Ereignisse und kulturelle Höhepunkte abbildete. 1968 starb Pohl in Dresden.

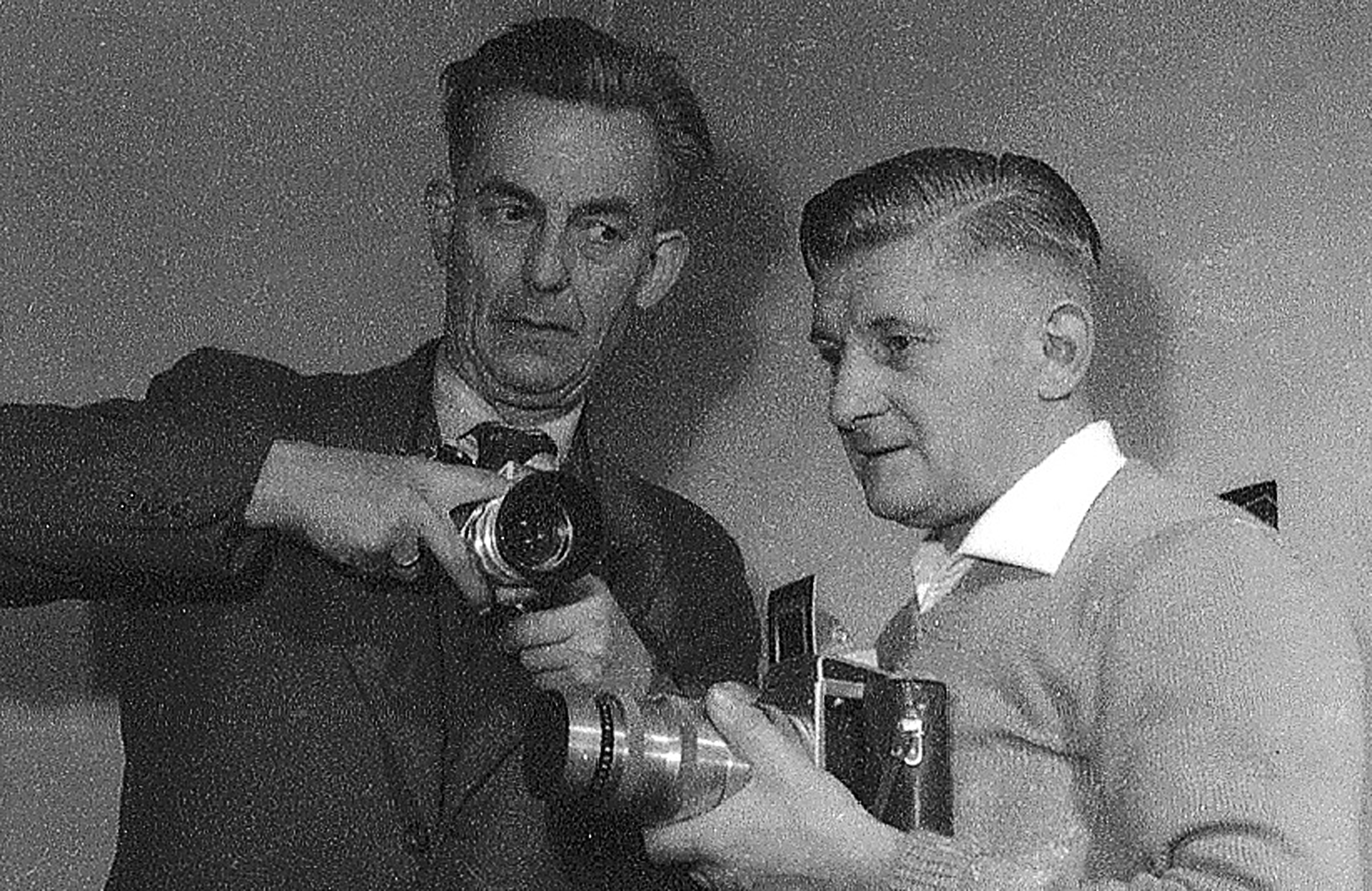
Erich Pohl (links) und Erich Höhne (rechts) um 1960.

## Werk
Heute ist kaum noch ermittelbar, welche der Aufnahmen von Höhne und Pohl eigentlich Erich Pohl zuzuordnen sind, es sei denn, beide Fotografen haben gleichzeitig an der Dokumentation eines Ereignisses gearbeitet und sich gegenseitig mit ins Bild gesetzt. Ein großer Teil des Fotobestandes stammt jedoch von Erich Höhne (1912–1999) – Pohl war überwiegend für das Geschäftliche zuständig.
Die Deutsche Fotothek erwarb 1992 das Archiv Höhne/Pohl. Mit etwa 260.000 Kleinbild- und 100.000 Mittelformatnegativen, über 3.000 Farbdias im Format 6 × 6 cm und zahlreichen Positiven ist es das umfangreichste, vollständig erworbene Bildarchiv der Deutschen Fotothek, dessen Negativbestand im Rahmen eines Projekts im Hochschul- und Wissenschaftsprogramm (HWP) der Bund-Länder Kommission für Bildungsplanung und Forschungsförderung flächendeckend digitalisiert worden ist.

## Ausstellungen
Höhne/Pohl (Auswahl)
- II. Deutsche Kunstausstellung in Dresden: Sonderschau Dresdner Bildjournalisten, September bis Oktober 1949
- Dresden, Museum für Geschichte der Stadt: Ausstellung zum 70. Geburtstag von Walter Ulbricht (mit großer Fotoschau von Höhne/Pohl) 1963
- Dresden, Museum für Geschichte der Stadt: Dresden – geführt von der Partei der geeinten Arbeiterklasse zur sozialistischen Großstadt. Ausstellung anlässlich des 20. Jahrestages der Gründung der SED. Eröffnung 20. April 1966
- Dresden, Deutsches Hygiene-Museum: Mythos Dresden. Eine kulturhistorische Revue. 8. April bis 31. Dezember 2006
- Dresden, Ausstellung im öffentlichen Raum: Spurensuche: Ost. Orte Zeugnisse Blicke. 20. Juli bis 31. Oktober 2006